# Georgina Sowah
Georgina Sowah (* 20. Januar 1982) ist eine ehemalige ghanaische Leichtathletin, die sich auf den Weitsprung spezialisiert hat.

## Sportliche Laufbahn
Erste internationale Erfahrungen sammelte Georgina Sowah vermutlich im Jahr 2002, als sie bei den Afrikameisterschaften in Radès mit 5,68 m den achten Platz im Weitsprung belegte und mit der ghanaischen 4-mal-100-Meter-Staffel in 47,41 s gemeinsam mit Vida Bruce, Gifty Addy und Aisha Primang die Bronzemedaille hinter den Teams aus Südafrika und der Elfenbeinküste gewann. Im Jahr darauf gelangte sie bei den Afrikaspielen in Abuja mit 6,16 m auf Rang sieben im Weitsprung und 2004 wurde sie bei den Afrikameisterschaften in Brazzaville mit 5,91 m Fünfte. 2005 beendete sie dann ihre aktive sportliche Karriere im Alter von 23 Jahren.